# Calefactor PTC

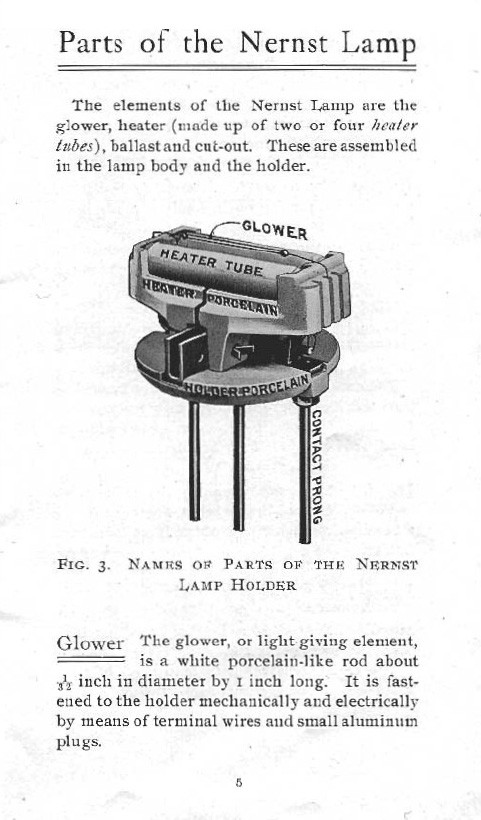
Diagrama d'una làmpada Nernst de 1903. El filament ceràmic que emet llum com s'escalfa un calefactor PTC

Un element calefactor PTC o calefactor autoregulat o element calefactor de coeficient de temperatura positiu, és un calefactor de material ceràmic la resistència del qual augmenta significativament amb la temperatura. El nom de "calefactor autoregulat" prové de la tendència d'aquests elements calefactors a mantenir una temperatura constant.
Els elements calefactors PTC són un tipus de termistor.

## Propietats
Els elements calefactors PTC tenen un gran coeficient de resistència de temperatura positiu, el que significa que si s'aplica una tensió constant, l'element produeix una gran quantitat de calor quan la seva temperatura és baixa i una quantitat menor de calor quan la seva temperatura és alta. En comparació, la majoria dels elements calefactors elèctrics també tenen un coeficient de temperatura positiu, però aquest coeficient és tan petit que produeixen aproximadament la mateixa quantitat de calor independentment de la temperatura.

### Autoregulació
Alguns elements calefactors PTC estan dissenyats per tenir un canvi brusc de resistència a una temperatura determinada. Aquests elements s'anomenen autoregulats, perquè tendeixen a mantenir aquesta temperatura, encara que canviï la tensió aplicada o la càrrega tèrmica. Per sota d'aquesta temperatura, l'element produeix una gran quantitat de potència de calefacció, que tendeix a augmentar la temperatura de l'element calefactor. Per sobre d'aquesta temperatura, l'element produeix poca potència de calefacció, que tendeix a permetre que es refredi.
En algunes aplicacions, aquesta característica d'autoregulació permet utilitzar calefactors PTC sense termòstats ni circuits de protecció contra sobretemperatura. Un ús molt important dels elements calefactors autorregulats és assegurar-se que l'element calefactor no s'escalfi tant com per danyar-se a si mateix o a altres parts de el calefactor. En algunes aplicacions, on l'element calefactor està connectat directament a l'element que s'escalfa, un calefactor d'autoregulació també pot proporcionar un control adequat de la temperatura de l'element a escalfar.
No obstant això, moltes aplicacions requereixen el control de dues temperatures. Per exemple, els calefactors d'espais utilitzen elements calefactors molt més calents que l'habitació que s'escalfa. En aquestes aplicacions, un termòstat pot ser més capaç de detectar i controlar la temperatura de l'element que s'està escalfant. No obstant això, encara es pot utilitzar un element calefactor autoregulat per evitar que l'element calefactor es danyi a si mateix o a altres parts de el calefactor.

### Escalfament ràpid
Si es coneix la calor necessària per mantenir la temperatura desitjada, es pot seleccionar un element calefactor PTC per proporcionar la quantitat correcta de calor a la temperatura desitjada. Aquest element calefactor s'escalfarà ràpidament, ja que produeix més calor a baixes temperatures. En canvi, un element calefactor convencional que produeix la quantitat correcta de calor a la temperatura desitjada produirà la mateixa quantitat de calor a baixa temperatura, el que resulta en temps d'escalfament llargs.

### Potència de calor ajustable
Un calefactor amb sortida de calor ajustable es pot aconseguir amb un element calefactor PTC més un mitjà per ajustar la càrrega de calor. Per exemple, un d'aquests elements calefactors es pot ajustar mitjançant un ventilador de velocitat variable. A l'aire tranquil, aquest tipus d'element en particular produeix 70 watts de calor. Augmentar l'aire que flueix a través de l'element augmenta la producció de calor. Amb un flux d'aire nominal complet, produeix 1500 watts de calor.

### Temperatura ajustable
Si poder ajustar la temperatura és més important que mantenir una temperatura fixa, es pot utilitzar un material PTC la resistència del qual canvia sense problemes amb la temperatura. La temperatura que tendeix a mantenir aquest material es pot ajustar canviant la tensió aplicada.

### Més formes d'elements calefactors factibles
Els elements calefactors PTC es poden fabricar en més formes que els elements calefactors convencionals. Els elements calefactors convencionals estan obligats a ser llargs i prims (sovint enrotllats per estalviar espai) per evitar l'acumulació actual. Si l'element es fes gruixut o de forma irregular, llavors hi hauria més d'un camí per al corrent elèctric. El camí amb menys resistència tendiria a escalfar-se més que la resta de l'element. En casos greus, això provocaria una fallada en cascada on el camí de menys resistència es sobreescalfa i falla, redirigeix el corrent a altres parts de l'element, fent-les també sobreescalfar i fallar.
Els elements PTC es poden construir gruixuts o de forma irregular, ja que si un camí a través de l'element s'escalfa més que la resta, la resistència del camí augmentarà, redirigeix el corrent elèctric sense sobreescalfar.
Una aplicació d'un element calefactor de forma especial és augmentar la superfície de l'element calefactor. Una gran superfície significa que l'element pot funcionar a una temperatura més baixa i encara lliurar una gran quantitat de calor. La temperatura més baixa pot fer que un calefactor sigui més segur. Tanmateix, altres mesures de seguretat poden garantir la seguretat dels calefactors convencionals.
Una altra aplicació d'un element d'escalfament de forma especial és que coincideixi molt amb la forma de l'element que s'escalfa, la qual cosa ajuda a assegurar que l'objecte es mantingui a prop de la mateixa temperatura de l'element calefactor.

## Materials PTC
Els elements calefactors de coeficient de temperatura positiu es poden fer de diversos materials.

### Tipus ceràmics
Encara que els materials ceràmics més comuns disponibles són els aïllants elèctrics, alguns condueixen l'electricitat amb un coeficient de temperatura positiu. Aquests elements calefactors de ceràmica PTC se solen anomenar "stones".

### Polímers
Alguns polímers són adequats com a materials de calefacció PTC. Aquests tenen la propietat útil que es poden fer en forma de tintes. Els elements calefactors de forma complexa es poden fabricar fàcilment mitjançant tècniques d'impressió. Si les tintes s'imprimeixen sobre un substrat flexible, tot l'element calefactor pot ser flexible.
Un tipus de polímer és un cautxú PTC, que és un tipus de cautxú de silicona.

## Funcionament
Com que els elements calefactors PTC són una mena de termistor, comparteixen els mateixos principis de funcionament. Els detalls depenen del tipus de material, però una classe de materials molt utilitzats són la ceràmica cristal·lina. Durant la fabricació, s'afegeixen dopants per donar al material propietats semiconductors. Aquests materials tenen coeficients de temperatura una mica negatius a baixes temperatures i a altes temperatures, però hi ha un interval de temperatures intermedi on tenen coeficients de temperatura positius útils. Aquests materials tenen una temperatura crítica on la resistivitat canvia força notablement. Aquesta temperatura s'anomena temperatura de Curie, perquè les propietats magnètiques del material també canvien notablement.
El coeficient de temperatura d'un element calefactor PTC és generalment una funció de la temperatura. L'equació de Steinhart-Hart s'utilitza sovint per aproximar aquesta funció. En algunes aplicacions on el calefactor només s'utilitza en un interval de temperatures estret, una equació lineal senzilla pot ser adequada.